# Silnice II/118

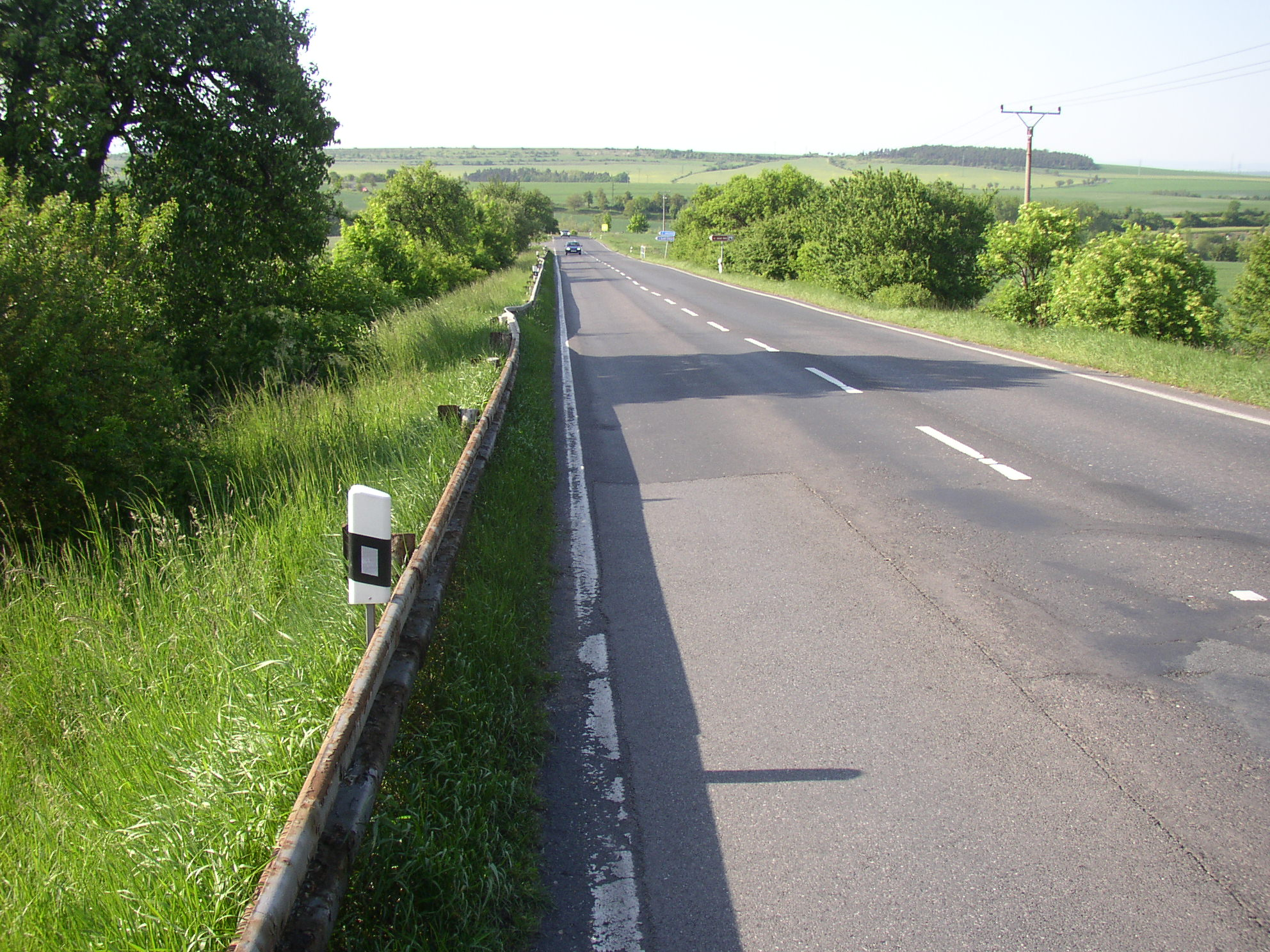
Silnice II/118 2,5 km severně od Slaného, v klesání k Želevčicům

Silnice II/118 je česká silnice II. třídy propojující několik měst ve Středočeském kraji. Původně vedla jen z Příbrami do Petrovic, po celostátním přečíslování silnic roku 1998 byla protažena na bývalý úsek silnice I. třídy č. 30 z Příbrami k Doksanům, čímž se její délka zvýšila z 35 na 150 km.

## Vedení silnice

### Okres Litoměřice
- D8 – exit 35 Doksany (D8, II/608)
- Budyně nad Ohří (II/246)
- Mšené-lázně

### Okres Kladno
- Šlapanice (II/239)
- Zlonice
- Bakov
- Slaný - Želevčice
- MÚK s I/16
- Slaný (I/16J)
- MÚK s I/7 ; budoucí MÚK Kvíc (D7) - exit 21
- křižovatka Kvíc (II/236)
- Hrdlív
- Třebichovice
- Vinařice
- Kladno (I/61, II/101, II/238)
- křižovatka Pletený Újezd (II/606)
- Braškov
- Kyšice
- křížení s II/201
- Malé Kyšice

### Okres Beroun
- Chyňava (obchvat)
- Železná
- Beroun-Závodí (II/116 ), začátek peáže II/605

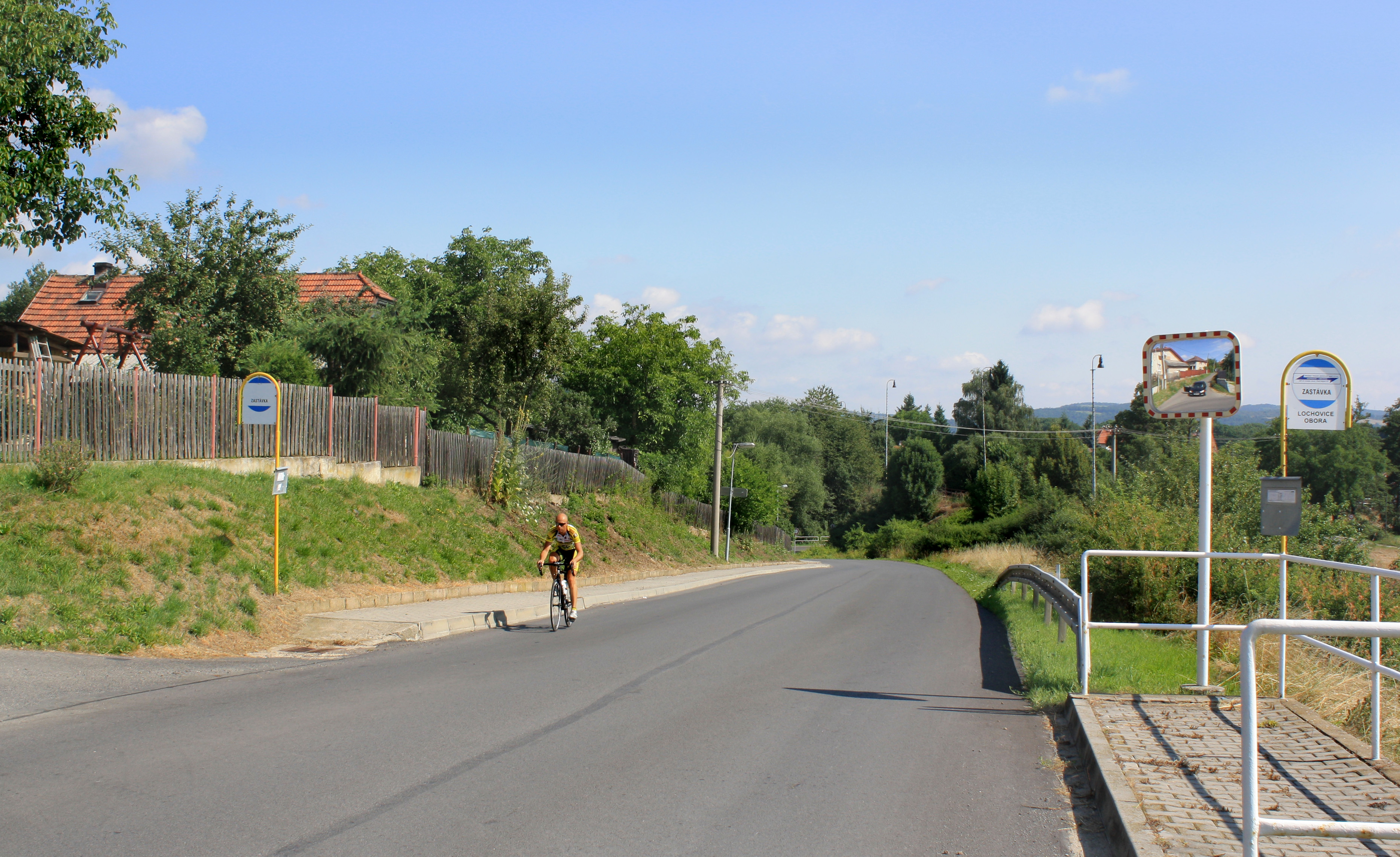
V Lochovicích

- D5 – exit 14, konec peáže II/605 , ústí na D5
- (Králův Dvůr a Zdice po D5, dříve vedeno přes města peáží po dnešní II/605)
- D5 – exit 28 Bavoryně – navazuje na D5
- Libomyšl
- Lochovice (II/114)

### Okres Příbram
- Jince (II/115)
- Čenkov
- Hluboš
- Trhové Dušníky
- Příbram (I/18, I/66)
- Háje
- křížení s D4
- Jablonná
- Horní Hbity
- Zduchovice
- Kamýk nad Vltavou (začátek peáže II/102)
- Krásná Hora nad Vltavou (konec peáže II/102)
- Krašovice
- Petrovice (II/105)